# Itsuki Koizumi
Itsuki Koizumi (jap. 古泉 一樹, Koizumi Itsuki) ist eine von Nagaru Tanigawa erdachte und von Noizi Ito gezeichnete Figur. Er übernimmt die Rolle eines Espers in der Light-Novel-Reihe Suzumiya Haruhi no Yūutsu. Durch die Romanreihe, eine gleichnamige Manga-Reihe, die Anime-Fernsehserie Die Melancholie der Haruhi Suzumiya und die Character-Single Suzumiya Haruhi no Yūutsu Character Song Vol. 8 Itsuki Koizumi wurde die Figur international bekannt.
Von Puyo, der Parodien zu den Figuren Haruhi Suzumiya und Yuki Nagato zeichnete, stammt ebenfalls eine mit Itsuki Koizumi als Protagonisten. Dieser Koizumi Itsuki-kun no Inbō (古泉一樹くんの陰謀) genannte Manga startete am 18. April 2012 (Vol. 4/2012) im Magazin Ultima Ace und endete am 18. Oktober 2012 (Vol. 7/2012) mit der Einstellung des Magazins.

## Entstehung
Der Charakter Itsuki Koizumi ist eine Schöpfung von Nagaru Tanigawa. Seine äußere Erscheinung wurde von Noizi Ito entworfen. Er tritt als ESP begabte Person in Erscheinung. Seine Fähigkeiten als Esper sind namentliche Anspielungen auf frühere Werke von Kyōto Animation und so heißen seine Angriffe etwa Fumoffu oder Second Raid, die den Anime-Serien der Reihe Full Metal Panic! entlehnt sind.

## Einordnung in die Werke
Als zuletzt im Club von Haruhi Suzumiya aufgenommenes Mitglied, wurde er von Haruhi als „mysteriöser Austauschschüler“ rekrutiert. Er ließ sich von ihr „freiwillig einfangen“ um sie im Auftrag der Agency (機関, Kikan), einer geheimen Organisation von ESP-Begabten, zu beschatten und Haruhis Emotionen unter Kontrolle zu halten. Trotz seiner Begabung gibt er sich nie vor Haruhi als solcher zu erkennen und bekämpft die von ihr ausgehenden Shinjin.
Itsuki unterstützt und motiviert Kyon, da er in ihn etwas Besonderes sieht. Anders kann er es sich nämlich nicht erklären, warum Haruhi Kyon als gewöhnlichen Menschen in ihre Nähe ließ. Obwohl Itsuki als stellvertretender Vorsitzender der SOS-Brigade ernannt wird übernimmt in Wirklichkeit Kyon die Aufgabe der rechten Hand von Haruhi. Innerhalb des Clubs lächelt Itsuki ununterbrochen und benutzt eine formelle Sprache. In seiner überaus ruhigen Art tendiert er dazu lange und detailreiche Erklärungen zu geben, die von starker Gestik begleitet werden. In einem Gespräch mit Kyon gibt er zu, dass er diese Persönlichkeit nur spiele um bei Haruhi einen bestimmten, positiven Eindruck zu erwecken, während seine wahre Natur „weniger angenehm“ sei. Dies sorgte anfangs zwischen ihm und Kyon für Spannungen, da Kyon sein aufgesetztes Lächeln, die bedenkenlose Unterstützung von Haruhis Ideen abstoßend findet. So fällt es den anderen Mitgliedern, ähnlich wie bei Yuki, sehr schwer seine Gesichtsausdrücke zu deuten. Hinzu kommt, dass er in seinen Gesprächen immer wieder psychologische und philosophische Hintergründe (z. B. das Anthropische Prinzip, die Omphalos-Hypothese usw.) mit einbezieht, denen die anderen Charaktere nicht immer folgen können.

## Synchronsprecher
Im japanischen Original wurde Itsuki von dem Seiyū Daisuke Ono gespielt. In der deutschen Synchronisation übernahm Kim Hasper seine Rolle.

## Erfolg in den japanischen Single-Charts
→ Siehe auch: Liste der Musikveröffentlichungen aus Suzumiya Haruhi no Yūutsu
Die Single Suzumiya Haruhi no Yūutsu Character Song Vol. 8 Itsuki Koizumi (涼宮ハルヒの憂鬱　キャラクターソング Vol. 8 古泉一樹) erschien am 21. Februar 2007 und wurde von dem Plattenlabel Lantis herausgegeben. Sie wurde von Daisuke Ono gesungen und von Aya Hiranos leichten Hintergrundgesängen begleitet. Die CD von Itsuki erreichte den 11. Platz der japanischen Single-Charts, in denen sie 10 Wochen lang zu finden war.